# كورتيس لازار
كورتيس لازار هو لاعب هوكي الجليد كندي، ولد في 2 فبراير 1995 في سالمون آرم في كندا.

## وصلات خارجية
- كورتيس لازار على موقع دوري الهوكي الوطني (الإنجليزية)
- كورتيس لازار على موقع EliteProspects.com (الإنجليزية)
- كورتيس لازار على موقع HockeyDB.com (الإنجليزية)
- كورتيس لازار على موقع Hockey-Reference.com (الإنجليزية)